# Коллонг (Верхние Пиренеи)
Колло́нг (фр. Collongues, окс. Còllongas) — коммуна во Франции, находится в регионе Юг — Пиренеи. Департамент — Верхние Пиренеи. Входит в состав кантона Пуйастрюк. Округ коммуны — Тарб.
Код INSEE коммуны — 65151.

## География
Коммуна расположена приблизительно в 650 км к югу от Парижа, в 110 км западнее Тулузы, в 10 км к северо-востоку от Тарба.
Коммуна расположена в местности Бигорр.

## Климат
Климат умеренно-океанический с солнечной тёплой погодой и обильными осадками на протяжении практически всего года.

## Население
Население коммуны на 2010 год составляло 147 человек.
| 1962 | 1968 | 1975 | 1982 | 1990 | 1999 | 2010 |
| ---- | ---- | ---- | ---- | ---- | ---- | ---- |
| 74   | 76   | 91   | 93   | 117  | 111  | 147  |

## Администрация
| Период | Период | Фамилия          | Партия | Примечания |
| ------ | ------ | ---------------- | ------ | ---------- |
| 2001   | 2020   | Мишель Капдевиль |        |            |

## Экономика
В 2010 году среди 96 человек трудоспособного возраста (15-64 лет) 68 были экономически активными, 28 — неактивными (показатель активности — 70,8 %, в 1999 году было 72,9 %). Из 68 активных жителей работали 61 человек (29 мужчин и 32 женщины), безработных было 7 (3 мужчин и 4 женщины). Среди 28 неактивных 8 человек были учениками или студентами, 12 — пенсионерами, 8 были неактивными по другим причинам.